# Возвращение Одинокого волка
«Возвращение Одинокого волка» (англ. The Lone Wolf Returns) — американский детективный приключенческий фильм с элементами комедии режиссёра Роя Уильяма Нила, который вышел на экраны в 1935 году.
Фильм является ремейком немого фильма «Возвращение Одинокого волка» (1926), который поставлен по мотивам нескольких произведений американского криминального писателя Луиса Джозефа Вэнса, прежде всего, романа «Одинокий волк» (1914).
В этом фильме знаменитый похититель драгоценностей Майкл Лэньярд, известный как Одинокий волк (Мелвин Дуглас), проникает в дом богатой светской красавицы Марши Стюарт (Гэйл Патрик), и крадёт из её сейфа дорогое колье, за которым охотится международная банда преступников во главе с Морфью (Дугласс Дамбрилл). Тем же вечером на балу в её доме Майкл знакомится с самой Маршей, и они почти мгновенно влюбляются друг в друга, после чего Майкл решает стать честным человеком. Он возвращает колье Марши на место, однако Морфью похищает его, подставляя Майкла. Инспектор полиции Крейн (Тёрстон Холл) приходит к Майклу с целью его арестовать, и тогда Майкл запирает его в своей гардеробной комнате, намереваясь самостоятельно раскрыть это дело. С помощью своего камердинера Дженкинса (Рэймонд Уолбёрн) Майкл в кратчайшие сроки осуществляет сложный план, возвращая драгоценности Марше и устраивая дело так, что полиция задерживает преступников с поличным.
Несмотря на то, что после выхода картины рецензент «Нью-Йорк Таймс» посчитал картину устаревшей, современные историки кино дают ей положительные оценки, отмечая интересный сюжет, увлекательную постановку Нила и отличную игру Дугласа, Патрик и других исполнителей главных ролей.

## Сюжет
Известный похититель драгоценностей по прозвищу Одинокий волк, настоящее имя которого Майкл Лэньярд (Мелвин Дуглас), после успешного турне по ряду европейских столиц возвращается в Нью-Йорк, о чём немедленно становится известно полиции. Уже вечером Майкл проникает в богатый особняк Бэнкрофта и крадет нитку жемчуга, укладывая её в свой портсигар. Предупреждённая заранее, полиция окружает дом. Заметив это, Майкл обманывает полицейских, выдав себя за хозяина дома, и спокойно уходит. Он добирается до соседнего особняка, в котором молодая богатая красавица Марша Стюарт (Гэйл Патрик) даёт костюмированный бал. Заглянув в зал, Майкл замечает там Лиану (Тала Бирелл) и «Мэла» Маллисонов (Генри Моллисон), знакомую ему пару воров, которые охотятся за изумрудным кулоном Марши. Мэл приглашает Маршу на танец, в ходе которого незаметно снимает с неё кулон, однако тот падает на паркет, в результате чего ломается замочек. Марша относит кулон на второй этаж в свою спальню, убирая его в сейф, что с балкона через окно видит Майкл. После её ухода Майкл вскрывает сейф и похищает кулон. Надев маску одного из подвыпивших гостей, Майкл спускается в зал и приглашает Маршу на танец. Между ними сразу вспыхивает любовное чувство. Они выходят в сад, где Майкл целует Маршу.
В этот момент прямо на бал приходят двое полицейских в поисках Майкла. Для установления личности всех гостей они просят их снять маски. Мэл, который перед этим проник в комнату Марши, сообщает Лиане, что колье уже исчезло. Глядя на Майкла, снявшего маску, Лиана и Мэл догадываются, кто забрал колье. Когда Марша подтверждает, что знает всех в этом зале, удовлетворённые полицейские уже собираются уходить. В этот момент Мэл просит представить ему Майкла, и тогда Марша заявляет полиции, что это её друг, полковник Томпсон из Кентукки. После ухода полиции к Майклу подходит Лиана, вспоминая старые времена, после чего делает предложение присоединиться к ним. Решив, что речь идёт о вступлении в их банду, Майкл отказывается, после чего Лиана уточняет, что имела ввиду встречу завтра на вечеринке в клубе общего знакомого Морфью под названием Rendezvous, где будет и Марша. После этого Майкл незаметно возвращает кулон в сейф Марши, но взамен похищает её настольную фотографию.
На следующее утро детектив полиции Крейн (Тёрстон Холл), хорошо знающий Майкла по прошлым делам, приходит к нему домой. Майкл заявляет ему, что прошлой ночью решил покончить со своей преступной жизнью после того, как встретил женщину своей мечты. Вскоре полиция узнаёт из газет, что украденный жемчуг Бэнкрофта возвращён на место. В своём офисе в клубе Rendezvous глава банды Морфью (Дугласс Дамбрилл) отчитывает Мэла и Лиану за то, что они провалили дело с кражей крупнейшей коллекции в стране, принадлежащей Марше. Лиана отвечает, что сегодня вечером на ужин в клуб придут Марша и Майкл Лэньярд, он же Одинокий волк, лучший вор драгоценностей, и Марше он нравится. Некоторое время спустя за столиком в зале сбираются Лиана с Мэлом и Марша. Вскоре к ним присоединяется Майкл, который просит прощения за украденную фотографию. Пригласив Маршу на танец, Майкл пытается рассказать ей о себе и предупредить в отношении Мэллисонов, но не успевает. Пока Марша остаётся играть в рулетку, Морфью приглашает Майкла в свой кабинет, где прямо заявляет, что, как и он, его банда охотится за драгоценностями Стюартов, и он не позволит Майклу провернуть это дело без его участия. Морфью предлагает Майклу работать на него, обещая ему долю в 25 процентов, однако Майкл отказывается от какого-либо сотрудничества. После этого Морфью выходит к Марше и объявляет ей, что Майкл является крупнейшим и самым ловким вором драгоценностей, известным как Одинокий волк. После этих слов расстроенная Марша в сопровождении Лианы уезжает домой, а Морфью удерживает Майкла в своём кабинете с помощью двух вооружённых бандитов. В этот момент Дженкинс, получив тайный сигнал от Майкла, вызывает полицию, после чего в здании гаснет свет и срабатывает сигнализация. Обманув Морфью, Майкл выскакивает из кабинета, находит Маршу и запирается с ней в небольшой комнатке. Майкл уверяет Маршу, что Одинокий волк перестал существовать в тот самый момент, когда он встретил её. Майкл отвозит Маршу домой, и она приглашает его зайти. Они объясняются в любви и проводят романтический вечер вместе. В четыре часа утра Майкл целует Маршу и уходит, однако останавливается во дворе, чтобы выкурить сигарету. Он не знает, что за ним следит как инспектор Крейн, так и Морфью с двумя своими подручными. Вскоре Майкл уезжает, и Крейн следует за ним. Морфью подбирает только что выброшенный сигаретный окурок Майкла с его инициалами.
На следующее утро газеты сообщают, что ночью дом Марши Стюарт был ограблен, а драгоценности похищены. Инспектор Крейн сразу же приезжает к Майклу, намереваясь его арестовать, так как около вскрытого сейфа обнаружен окурок сигареты Майкла. Майкл просит дать ему время до полночи, чтобы раскрыть дело, однако Крейн не верит ему, и собирается доставить в участок. Дженкинс помогает Майклу получить пистолет, после чего, угрожая оружием, Майкл запирает Крейна в гардеробной комнате и уходит. Тем временем Морфью объявляет Мэлу, что они сегодня вечером отплывают в Европу, и Маршу они возьмут с собой. Как раз в этот момент Лиана уговаривает Маршу поехать с ними, чтобы она забыла обо всём, что случилось. Тем временем Крейн выламывает дверь и вырывается на свободу, а Майкл уже обыскал квартиры Морфью и Лианы, но ничего не нашёл. Дженкинс сообщает, что выследил двух типов, которые работают на Морфью, Мастро (Джордж Маккей) и Костера (Джин Морган). По предложению Дженкинса Майкл звонит Костеру и анонимно сообщает, что Одинокий волк направляется в логово к Морфью. Не дозвонившись до Морфью, Мастро и Костер садятся в припаркованное рядом такси, за рулём которого находится Дженкинс. Он делает так, чтобы адрес который называют бандиты, снаружи услышал Майкл. После этого Дженкинс мчится по улице, врезаясь в столб прямо у полицейского участка, заявляя подошедшему полицейскому, что они втроём угнали эту машину.
Крейн приезжает к Марше, чтобы ещё раз осмотреть ковёр около сейфа. В соседней комнате Лиана слышит, что Крейн интересуется ею по причине того, что она сегодня вечером отплывает в Европу. После этого Лиана быстро собирается и уходит. Проникнув в логово Морфью, Майкл снимает трубку, и Лиана, приняв его за Морфью, сообщает, что Крейну известно, что они собираются бежать. Затем она говорит ему, что драгоценности она спрятала в тайник в камине, после чего обещает немедленно приехать. Подслушавший разговор Лианы из соседней будки, Крейн следует за ней. Тем временем Майкл находит тайник, забирает драгоценности и оставляет в тайнике записку. Вскоре в комнату возвращаются Морфью вместе с Мэлом, замечая горящий окурок сигареты на камине около тайника. Спрятавшись за занавеской, Майкл угрожает Морфью и Мэлу оружием, требуя поднять вверх руки. Вскоре в ним присоединяется и Лиана. В этот момент в комнату заходит Крейн с двумя полицейскими. Открыв занавеску, он видит только закреплённый пистолет, но Майкл уже исчез. Догадавшись по сигаретному окурку на камине, что Майкл оставил ему знак, Крейн простукивает камин и находит тайник. Инспектор достаёт из него записку с секретным посланием от Майкла. Спрятав записку, Крейн с извинениями удаляется, незаметно сняв телефонную трубку с аппарата. Обнаружив, что драгоценности из тайника исчезли, Морфью, Мэл и Лиана начинают громко выяснять отношения. Когда они говорят достаточно о том, что украли драгоценности и спрятали их в тайник, заходит Крейн со своими людьми, арестовывая всю троицу. Крейн докладывает начальству, что преступников удалось арестовать благодаря Майклу, который всё время играл на стороне полиции. Инспектор посылает домой к Марше адресованное Майклу письмо благодарности, в котором извещает, что дворец бракосочетаний открывается завтра в 10.00. В этот момент в доме появляется Майкл с драгоценностями и обручальным кольцом, заявляя, что купил его на свои деньги. Они целуются.

## В ролях
- Мелвин Дуглас — Майкл Лэньярд
- Гэйл Патрик — Марша Стюарт
- Тала Бирелл — Лиана Маллисон
- Генри Моллисон — «Мэл» Маллисон
- Тёрстон Холл — инспектор Крейн
- Рэймонд Уолбёрн — Дженкинс
- Дугласс Дамбрилл — Морфью
- Нана Брайант — тётя Джули Стюарт
- Роберт Миддлмасс — шеф детективов Макгован
- Роберт Эмметт О’Коннор — детектив Бенсон

## Создатели фильма и исполнители главных ролей
Режиссёр Рой Уильям Нил за свою карьеру, охватившую период с 1916 по 1946 год, поставил 104 фильма, включая детектив «Американское безумие» (1932), фильм ужасов «Чёрная комната» (1943), фильм нуар «Чёрный ангел» (1946), а также серию из 10 фильмов о Шерлоке Холмсе 1943—1946 годов, среди которых «Паучиха» (1943), «Шерлок Холмс: Багровый коготь» (1944), «Жемчужина смерти» (1944) и «Замок ужаса» (1945).
В начале своей длительной карьеры, охватившей период с 1930 по 1981 год, Мелвин Дуглас сыграл в таких популярных фильмах, как «Старый тёмный дом» (1932), «Адвокат» (1933), «Отважные капитаны» (1937), «Ангел» (1937) и «Ниночка» (1939). Позднее Дуглас дважды удостаивался «Оскаров» за роли второго плана в фильмах «Хад» (1964) и «Будучи там» (1980), а также номинировался на «Оскар» за главную роль в фильме «Я никогда не пел отцу» (1971).
В период 1932—1948 годов Гэйл Патрик сыграла в 65 фильмах, среди которых «Смерть берёт выходной» (1934), «Мой слуга Годфри» (1936), «Дверь на сцену» (1937), «Моя любимая жена» (1940) и «Любовное безумие» (1941). В период с 1957 по 1966 год Патрик была ключевой фигурой творческой группы популярного судебного телесериала «Перри Мейсон», выступив исполнительным продюсером всех 271 эпизода этого сериала.

## История создания фильма
Как пишет историк кино Дэвид Вайньярд, персонаж Одинокий волк был создан в 1914 году американским романистом Луисом Джозефом Вэнсом, чьи произведения были популярны у бульварных журналов того времени. Вэнс продолжал писать книги о приключениях Майкла Лэньярда вплоть до своей смерти в 1933 году. Всего у Вэнса вышло восемь книг об Одиноком волке, последняя из которых была опубликована в 1934 году. Начиная с 1917 года, вышло девять фильмов, снятых по этим книгам.
Некоторые киноведы утверждают, что данный фильм основан на романе Вэнса «Возвращение Одинокого волка» 1923 года, по которому в 1926 году уже был снят одноименный немой фильм с Бертом Лителлом в главной роли. Но, как утверждает историк кино Рон Беккер, фильм «явно был вдохновлён другим романом Вэнса, а именно „Одинокий волк“ (1914), хотя сценарий носит оригинальный характер». По его словам, «хотя сценарий фильма не основан на какой-либо конкретной работе Луиса Джозефа Вэнса, это один из немногих фильмов серии Columbia Pictures, который отражает оригинальную концепцию образа Одинокого волка, как её задумал автор».
Начиная с 1926 по 1930 год, студия Columbia выпустила в общей сложности четыре фильма об Одиноком волке. Этот фильм стал первым от Columbia после пятилетнего перерыва, а следующий фильм «Одинокий волк в Париже» выйдет только в 1938 году.
Это был единственный фильм из серии об Одиноком волке, в котором главную роль сыграл Мелвин Дуглас. После него в «Одиноком волке в Париже» (1938) эту роль сыграл Фрэнсис Ледерер, а затем Уоррен Уильям, начиная с ленты «Одинокий волк: Шпионская охота» (1939), снялся в девяти фильмах подряд. В 1946—1947 годах Одинокого волка в трёх фильмах сыграл Джеральд Мор, а последним исполнителем роли стал Рон Рэндалл в 1949 году.
Фильм находился в производстве с 3 сентября по 22 октября 1935 года и вышел на экраны 31 декабря 1935 года.
Образ Одинокого волка сохранял свою популярность до середины 1950-х годов. Как написал Вайнярд, «Одинокий волк не только вписал своё имя в популярную литературу, но и сумел добиться популярности в немом и звуковом кино, на радио, в ток—шоу и в синдицированном телесериале, где главную роль сыграл Луис Хейворд».

## Оценка фильма критикой
Кинокритик «Нью-Йорк Таймс» Фрэнк Ньюджент после выхода картины написал, что «можно достаточно приятно провести время, если такого рода вещи для вас в новинку, или если вы, возможно, настроитесь на более благосклонное отношение благодаря игре мистера Дугласа, Дугласса Дамбрилла и Рэймонда Уолберна или же благодаря красоте Гэйл Патрик и Талы Бирелл». Однако, по мнению автора, Одинокий волк «опоздал лет на пятнадцать»
Современный историк кино Дерек Виннерт назвал картину «отличным криминальным триллером», который «довольно стильно сделан». По мнению критика, «Дуглас идеален в своей роли, демонстрируя привлекательную ловкость рук». Ему «соответствуют по уровню работа сценаристов Джозефа Крумголда и Брюса Мэннинга, а также режиссура Роя Уильяма Нила… Бесценными партнёршами для Дугласа в этом фильме стали Гейл Патрик в роли Марши Стюарт и Тала Бирелл в роли Лианы Маллисон». Дэвид Вайньярд отмечает, что это «хорошо поставленный фильм с прекрасной режиссурой Роя Уильяма Нила и простым незамысловатым сценарием, который выигрывает от забавного исполнения Дугласом роли исправившегося мошенника. Даже он, кажется, до последней минуты не уверен, собирается ли он украсть драгоценность или нет, и это делает картину ещё интересней».
Историк кино Рон Беккер отмечает, что этот фильм «снят скорее в традиции фильмов о мошенниках 1930-х годов», таких как «Лотерея» (1930) и «Арсен Люпен» (1932), чем в традициях фильмов об Одиноком волке или Бостонском Блэки 1940-х годов. По мнению Беккера, «именно тот факт, что Лэньярд является непревзойденным взломщиком и в глубине души склонен к воровству, придает фильму неповторимый колорит» . Как далее пишет Беккер, начиная с первой сцены, практически «невозможно предсказать перипетии сюжета. Мотивы персонажей не всегда ясны, а лидер злодеев, кажется, постоянно на шаг опережает Лэньярда, независимо от того, выставляет ли он его международным вором драгоценностей перед Маршей или обвиняет его в краже со взломом её квартиры… Это не шаблонный фильм, как некоторые более поздние фильмы серии. Несмотря на свой возраст, он по-прежнему кажется свежим». По мнению киноведа, «актёрская игра повсеместно превосходна. Мелвин Дуглас учтив и обходителен в заглавной роли. Гейл Патрик довольно привлекательна в роли Марши Стюарт. Дуглас Дамбрилл, как всегда, угрожающ в роли главного злодея. Рэймонд Уолберн довольно забавен в роли Дженкинса, камердинера Лэньярда, а Тёрстон Холл на удивление хорошо сыграл Крейна, полицейского детектива, которого вызвали из отставки, чтобы найти Одинокого волка».